# Quecksilber(I)-chlorid
Quecksilber(I)-chlorid (Kalomel, von altgriech. καλός kalos ‚schön‘ und μέλας melas ‚schwarz‘, also „schönes Schwarz“; früher auch süßes Quecksilber, Quecksilberchlorür oder Quecksilberhornerz) ist ein farbloser Feststoff, der sich in Wasser nur sehr wenig löst und bei ca. 380 °C sublimiert. Die Summenformel lautet Hg2Cl2.
Im Licht verfärbt es sich allmählich dunkel bis schwarz (daher der Name Kalomel), weil es unter Disproportionierung zu elementarem Quecksilber und Quecksilber(II)-chlorid zerfällt.

## Vorkommen
Quecksilber(I)-chlorid kommt in der Natur als seltenes Mineral Kalomel vor, ein dunkelgraues Mineral, das bei höheren Quecksilber(I)-chlorid-Anteilen auch graugelb bis hellgelb sein kann. Noch seltener findet man sehr kleine reine Quecksilber(I)-chlorid-Kristalle in Drusen.

## Verwendung
Quecksilber(I)-chlorid wird in Kalomelelektroden zur Potentiometrie, zur Schädlingsbekämpfung, in der Pyrotechnik für grünleuchtende Fackeln, in der Porzellanmalerei zum Auftrag von Gold und als Katalysator verwendet.

### Medizin
Da es wegen seiner äußerst geringen Wasserlöslichkeit vom Körper kaum resorbiert wird, fand es vielfältige Anwendung in der Medizin (als Kalomel, auch Calomel): gegen Entzündungen in Nase und Rachen, als Abführmittel, zur Anregung der Gallenfunktion, gegen Brechdurchfall, bei Wassersucht, Milz-, Leber-, Lungenleiden und gegen Syphilis, sowie äußerlich gegen Hornhautflecken, Windpocken, Geschwüre, und Feigwarzen.
Außerdem wurde es bis in die 1990er-Jahre als Spermizid in chemischen Verhütungsmitteln eingesetzt.